# 木村靖二
木村 靖二（きむら せいじ、1943年1月 - ）は、日本の歴史学者。専門は西洋近現代史・ドイツ史。東京大学名誉教授。

## 経歴
1943年、東京都生まれ。東京大学文学部で学び、同大学大学院人文科学研究科に進学。博士課程を単位取得後退学。ミュンヘン大学へ留学した。
その後、東京大学助手に採用された。茨城大学助教授を経て、立教大学文学部史学科教授に就いた。東京大学大学院人文社会系研究科教授、独立行政法人大学評価・学位授与機構教授を経て、2008年より2013年まで立正大学文学部教授。

## 研究内容・業績
専門は西洋近現代史、ドイツ史。『詳説世界史』（山川出版社）など高校教科書も編集執筆。

## 著作
単著
- 『兵士の革命－1918年ドイツ』東京大学出版会 1988
  - 文庫化 ちくま学芸文庫 2022年
- 『二つの世界大戦』山川出版社［世界史リブレット］1996
- 『第一次世界大戦』筑摩書房［ちくま新書］2014

共著
- 『世界大戦と現代文化の開幕』(世界の歴史 26) 長沼秀世・柴宜弘と共著、中央公論社 1998
  - 文庫化 中公文庫 2009年
- 『近現代ヨーロッパ史［新訂］』近藤和彦と共著、放送大学教育振興会［放送大学大学院教材］ 2006

編著
- 『ドイツの歴史－新ヨーロッパ中心国の軌跡』有斐閣 2000
- 『ドイツ史』(新版世界各国史 13)山川出版社 2001

学校教科書・教材
- 『ヨーロッパ近代史再考』北原敦・福井憲彦・藤本和貴夫と共著、ミネルヴァ書房 1983
- 『世界史大年表』青山吉信・石橋秀雄・武本竹生・松浦高嶺と共著、山川出版社 1992
- 『クロニック世界全史』樺山紘一・窪添慶文・湯川武と共著、講談社 1994
- 『詳説世界史研究』木下康彦・吉田寅と共著、山川出版社 1995
  - 改訂版 2008年
- 『世界歴史大系　ドイツ史』(1-3) 山田欣吾・成瀬治共著、山川出版社 1996-97
- 『人と人の地域史』(地域の世界史 10) 上田信と共著、山川出版社 1997
- 『地域への展望』(地域の世界史 12) 長沢栄治と共著、山川出版社 2000
- 『現代国家の正統性と危機』中野隆生・中嶋毅共著、山川出版社 2002
- 『ドイツ史研究入門』千葉敏之・西山暁義共著、山川出版社 2014
- 『詳説世界史研究』岸本美緒・小松久男共著、山川出版社 2017

翻訳
- 『レーテ運動と過渡期社会』カール・コルシュ著、社会評論社, 1971
- 『ナチス・ドイツ ある近代の社会史－ナチ支配下の「ふつうの人びと」の日常』デートレフ・ポイカート（英語版）著、三元社 1991
- 『国民とその敵』ミヒャエル・ヤイスマン（ドイツ語版）著、山川出版社 2007

論文
- 木村靖二 - CiNii Research